# 1951年の相撲
1951年の相撲（1951ねんのすもう）は、1951年の相撲関係のできごとについて述べる。

## アマチュア
- 有光一（関学大）が史上初の三度目の学生横綱となる。

## 大相撲

### できごと
- 1月、春場所、蔵前仮設国技館で15日間。前頭2枚目の栃錦が7連敗から8連勝で勝ち越し。新たに副立行司をもうけ、紫白房の軍配を使用する。横綱免許は吉田司家からはなれ、相撲協会が自主的に授与することになる。場所後の番付編成会議で吉葉山と鏡里の同時大関昇進決定。
- 3月、名古屋で15日間、準本場所、横綱羽黒山優勝。
- 5月、夏場所、蔵前仮設国技館で15日間。大関佐賀ノ花が関脇に陥落。この場所の打出しは7時半となり、初のナイター興行。前場所優勝者照國の優勝掲額が戦後初めて除幕される。場所後、千代の山の横綱推挙決定。第21代木村庄之助引退、年寄立田川襲名。第18代式守伊之助が第22代木村庄之助襲名。年寄の根岸家が廃家となる。
- 6月、年寄高砂、力士・八方山、大ノ海、藤田山が渡米し、アメリカ各地で興行。
- 8月、武蔵川、秀の山らがブラジル相撲連盟の招きで相撲指導のためブラジルへ出発。
- 9月、秋場所、大阪特設国技館で15日間。千代の山が新横綱となり、4横綱が並ぶ。東富士は12日目、大関吉葉山との対戦が水入り大相撲となり、結局預りとなる。優勝力士による初の優勝パレードが行われた（力道山のオープンカーを借りた東富士が個人的に実施）。

### 本場所
- 一月場所（蔵前仮設国技館、14～28日）
幕内最高優勝 : 照國万藏（15戦全勝,2回目）
  - 殊勲賞-三根山、敢闘賞-若ノ花、技能賞-櫻錦

十両優勝 : 緋縅力弥（12勝3敗）
- 五月場所（蔵前仮設国技館、13～27日）
幕内最高優勝 : 千代ノ山雅信（14勝1敗,3回目）
  - 殊勲賞-若葉山、敢闘賞-大昇、技能賞-栃錦

十両優勝 : 大岩山金四郎（12勝3敗）
- 九月場所（大阪特設国技館、16～30日）
幕内最高優勝 : 東冨士欽壹（13勝1敗1預,4回目）
  - 殊勲賞-三根山、敢闘賞-時津山、技能賞-栃錦

十両優勝 : 潮錦義秋（13勝2敗）

## 誕生
- 1月3日 - 琴の郷栄一（最高位：十両11枚目、所属：佐渡ヶ嶽部屋、+ 1993年【平成5年】）
- 2月6日 - 琴の龍功師（最高位：十両11枚目、所属：佐渡ヶ嶽部屋）
- 4月10日 - 舛田山靖仁（最高位：関脇、所属：春日野部屋）[1]
- 4月29日 - 玉輝山正則（最高位：小結、所属：片男波部屋）[2]
- 5月4日 - 播竜山孝晴（最高位：小結、所属：三保ヶ関部屋）[3]
- 5月13日 - 出羽の花義貴（最高位：関脇、所属：出羽海部屋）[4]
- 5月13日 - 黒瀬川國行（最高位：小結、所属：伊勢ヶ濱部屋）[5]
- 6月1日 - 貴ノ山英二（最高位：十両11枚目、所属：二子山部屋）
- 6月14日 - 晃山昌士（最高位：十両筆頭、所属：高島部屋）
- 11月7日 - 琴乃富士宗義（最高位：前頭5枚目、所属：佐渡ヶ嶽部屋）[6]

## 死去
- 1月10日 - 八甲山純司（最高位：前頭4枚目、所属：若松部屋→湊川部屋→高嶋部屋、年寄：高嶋、* 1884年【明治17年】）[7]
- 3月22日 - 三池山大五郎（最高位：十両9枚目、所属：陸奥部屋、* 1903年【明治36年】）
- 4月22日 - 三杦磯善七（最高位：関脇、所属：尾車部屋→峰崎部屋→片男波部屋→伊勢ノ海部屋、年寄：花籠、* 1892年【明治25年】）[8]
- 7月24日 - 山田川清太郎（最高位：前頭13枚目、所属：稲川部屋、* 1886年【明治19年】）[9]